# العلاقات القرغيزستانية المولدوفية
العلاقات القيرغيزستانية المولدوفية هي العلاقات الثنائية التي تجمع بين قيرغيزستان ومولدوفا.

## مقارنة بين البلدين
هذه مقارنة عامة ومرجعية للدولتين:
| وجه المقارنة                                              | قيرغيزستان                      | مولدوفا                           |
| --------------------------------------------------------- | ------------------------------- | --------------------------------- |
| المساحة (كم2)                                             | 199.95 ألف                      | 33.85 ألف                         |
| عدد السكان (نسمة)                                         | 6.20 مليون                      | 2.55 مليون                        |
| الكثافة السكانية (ن./كم²)                                 | 31.01                           | 75.33                             |
| العاصمة                                                   | بيشكك                           | كيشيناو                           |
| اللغة الرسمية                                             | اللغة الروسية، اللغة القيرغيزية | اللغة المولدوفية، اللغة الرومانية |
| العملة                                                    | سوم قيرغيزستاني                 | ليو مولدوفي                       |
| الناتج المحلي الإجمالي (بليون دولار)                      | 7.56 مليار                      | 8.13 مليار                        |
| الناتج المحلي الإجمالي (تعادل القوة الشرائية) بليون دولار | 20.45 مليار                     | 17.94 مليار                       |
| الناتج المحلي الإجمالي الاسمي للفرد دولار أمريكي          | 1.10 ألف                        | 3.65 ألف                          |
| الناتج المحلي الإجمالي للفرد دولار أمريكي                 |                                 | 4.98 ألف                          |
| مؤشر التنمية البشرية                                      | 0.655                           | 0.693                             |
| رمز المكالمات الدولي                                      | +996                            | +373                              |
| رمز الإنترنت                                              | .kg                             | .md                               |
| المنطقة الزمنية                                           | ت ع م+06:00                     | ت ع م+02:00، ت ع م+03:00          |

## منظمات دولية مشتركة
يشترك البلدان في عضوية مجموعة من المنظمات الدولية، منها:
| علم المنظمة | اسم المنظمة                        | تاريخ انضمام قيرغيزستان | تاريخ انضمام مولدوفا |
| ----------- | ---------------------------------- | ----------------------- | -------------------- |
|             | مؤسسة التنمية الدولية              | 24 سبتمبر 1992          | 14 يونيو 1994        |
|             | يونسكو                             | 2 يونيو 1992            | 27 مايو 1992         |
|             | وكالة ضمان الاستثمار متعدد الأطراف | 21 سبتمبر 1993          | 9 يونيو 1993         |
|             | الأمم المتحدة                      | 2 مارس 1992             | 2 مارس 1992          |
|             | الاتحاد البريدي العالمي            | ?                       | ?                    |
|             | البنك الدولي للإنشاء والتعمير      | 18 سبتمبر 1992          | 12 أغسطس 1992        |
|             | الاتحاد الدولي للاتصالات           | 20 يناير 1994           | 20 أكتوبر 1992       |
|             | منظمة حظر الأسلحة الكيميائية       | ?                       | ?                    |
|             | مؤسسة التمويل الدولية              | 11 فبراير 1993          | 10 مارس 1995         |
|             | منظمة التجارة العالمية             | ?                       | ?                    |
|             | منظمة الشرطة الجنائية الدولية      | ?                       | ?                    |
|             | منظمة الأمن والتعاون في أوروبا     | 30 يناير 1992           | 30 يناير 1992        |

## وصلات خارجية
- موقع وزارة الخارجية القيرغيزستانية
- موقع وزارة الخارجية المولدوفية